# Euceraea
Euceraea é um género botânico pertencente à família Salicaceae.